# 鲁杰罗·韦罗卡
鲁杰罗·韦罗卡（義大利語：Ruggero Verroca，1961年1月3日—），意大利男子赛艇运动员。他曾代表意大利参加1984年夏季奥林匹克运动会赛艇比赛，结果获得男子双人双桨的第五名。